# Hanseatische Brauerei Rostock
Vous pouvez aider à l'améliorer ou bien discuter des problèmes sur sa page de discussion.
- Il ne cite pas suffisamment ses sources. Vous pouvez indiquer les passages à sourcer avec {{référence nécessaire}} ou {{Référence souhaitée}}, et inclure les références utiles en les liant aux notes de bas de page. (Marqué depuis avril 2021)
- Il contient une ou plusieurs listes. Le texte gagnerait à être rédigé sous la forme d’un ou plusieurs paragraphes synthétiques, afin d’être plus agréable à lire. (Marqué depuis avril 2021)

- Archive Wikiwix
- Bing
- Cairn
- DuckDuckGo
- E. Universalis
- Gallica
- Google
- G. Books
- G. News
- G. Scholar
- Persée
- Qwant
- (zh) Baidu
- (ru) Yandex
- (wd) trouver des œuvres sur Wikidata

La Hanseatische Brauerei Rostock GmbH est une brasserie à Rostock.

## Histoire
À Rostock, la bière était brassée commercialement depuis le milieu du XIIIe siècle. La tradition est influencée par l'Histoire, notamment par la Hanse et la Scandinavie. Le 28 mars 1878, les ingénieurs Friedrich Ohlerich et Georg Mahn achètent la brasserie Julius Meyersche et la renomment brasserie Mahn & Ohlerich. Au XIXe siècle et début du XXe siècle, elle est une importante brasserie régionale.
En 1945, la brasserie est fermée, toutes les installations sont démantelées et transférées en Union Soviétique. Cependant, elle est rapidement reconstruite. Du temps de la RDA, elle a pour nom VEB Rostocker Brauerei et atteint de nouveau les ventes de bière au niveau d'avant-guerre.
En 1991, la brasserie de Brême Beck & Co. achète la brasserie de Rostock. En 2003, elle est reprise par Brau und Brunnen. En 2006, le propriétaire change de nouveau, le groupe Oetker acquiert Brau und Brunnen AG en 2004 puis le transfère à sa filiale Radeberger Gruppe.
La brasserie faisait de la bière cacher jusqu'au début 2000 à l'exportation vers Israël. À cet effet, des conventions particulières ont dû être conclues avec le comité d'entreprise en raison de l'emploi des femmes.

## Production
- Rostocker Pils
- Rostocker Export
- Rostocker Bock Hell
- Rostocker Bock Dunkel
- Rostocker Radler Naturtrüb
- Rostocker Zwickel Naturtrüb
- Rostocker Dunkel
- Mahn & Ohlerich Pils